# Bombardier Flexity Outlook

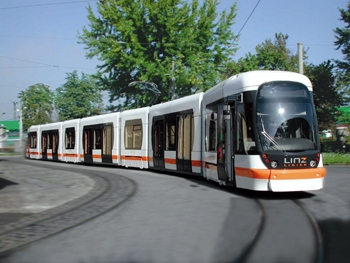
Flexity Outlook C in Linz

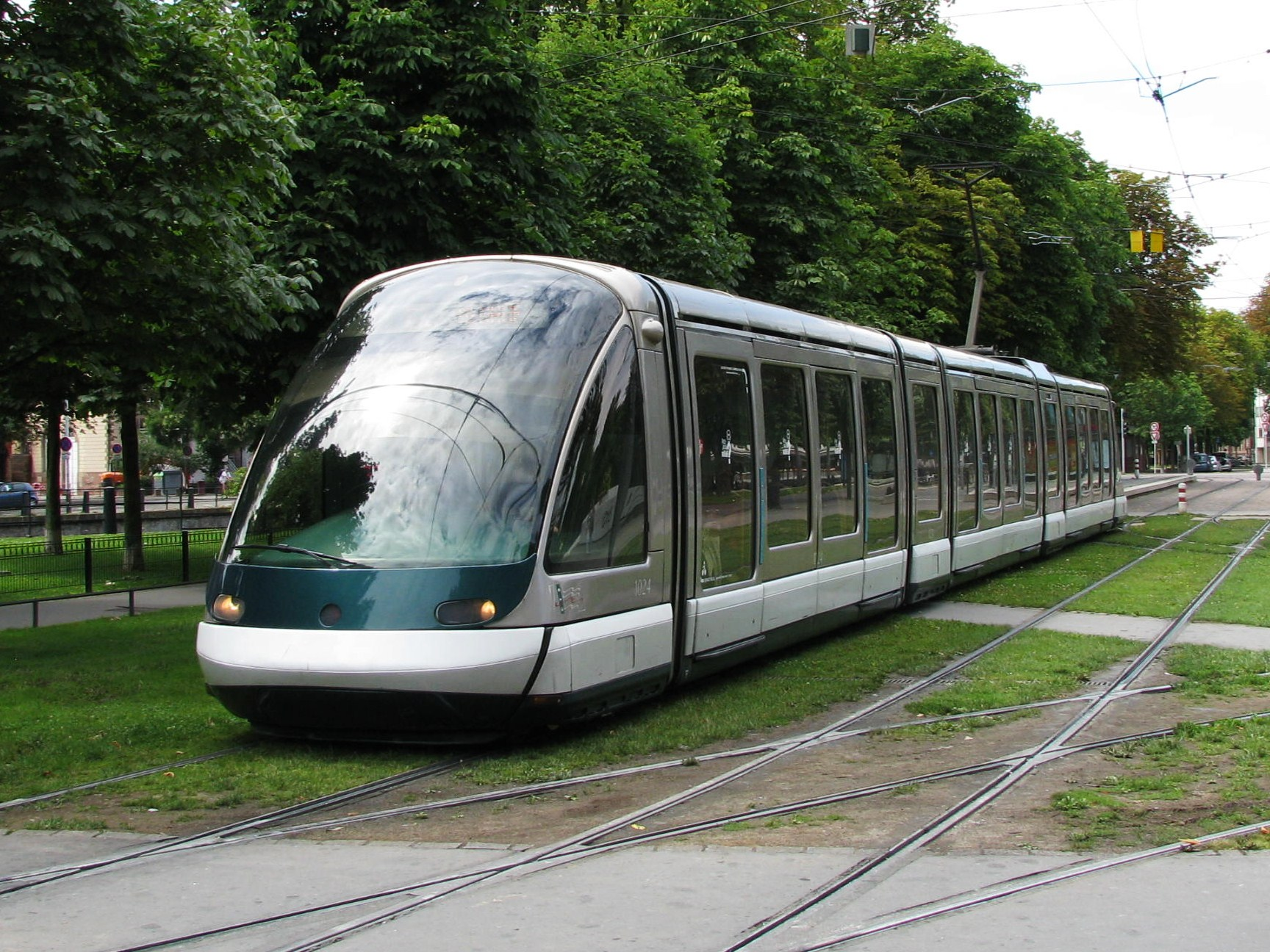
Flexity Outlook E in Straßburg

Unter der Bezeichnung Flexity Outlook vermarktet die Firma Bombardier Transportation zwei unterschiedliche Niederflur-Straßenbahntypen: zum einen den Flexity Outlook C, vormals Cityrunner, sowie den Flexity Outlook E, vormals Eurotram. Diese zwei Fahrzeugmodelle unterscheiden sich äußerlich und technisch stark voneinander.
Als Nachfolgemodell wurde im Jahr 2009 von Bombardier der Flexity 2 präsentiert.

## Flexity Outlook C –Cityrunner
Seit 2001 zunächst in Graz im Einsatz, wird dieser Zugtyp mittlerweile auch in anderen Städten in Österreich (Linz, Innsbruck), Polen, der Schweiz, Spanien, Frankreich, Belgien (Brüssel), Deutschland und der Türkei eingesetzt.

## Flexity Outlook E –Eurotram
Bahnen in diesem futuristischen Design fuhren zuerst in Straßburg, inzwischen aber auch in Mailand und Porto.